# Pfarr- und Wallfahrtskirche Kaltenberg

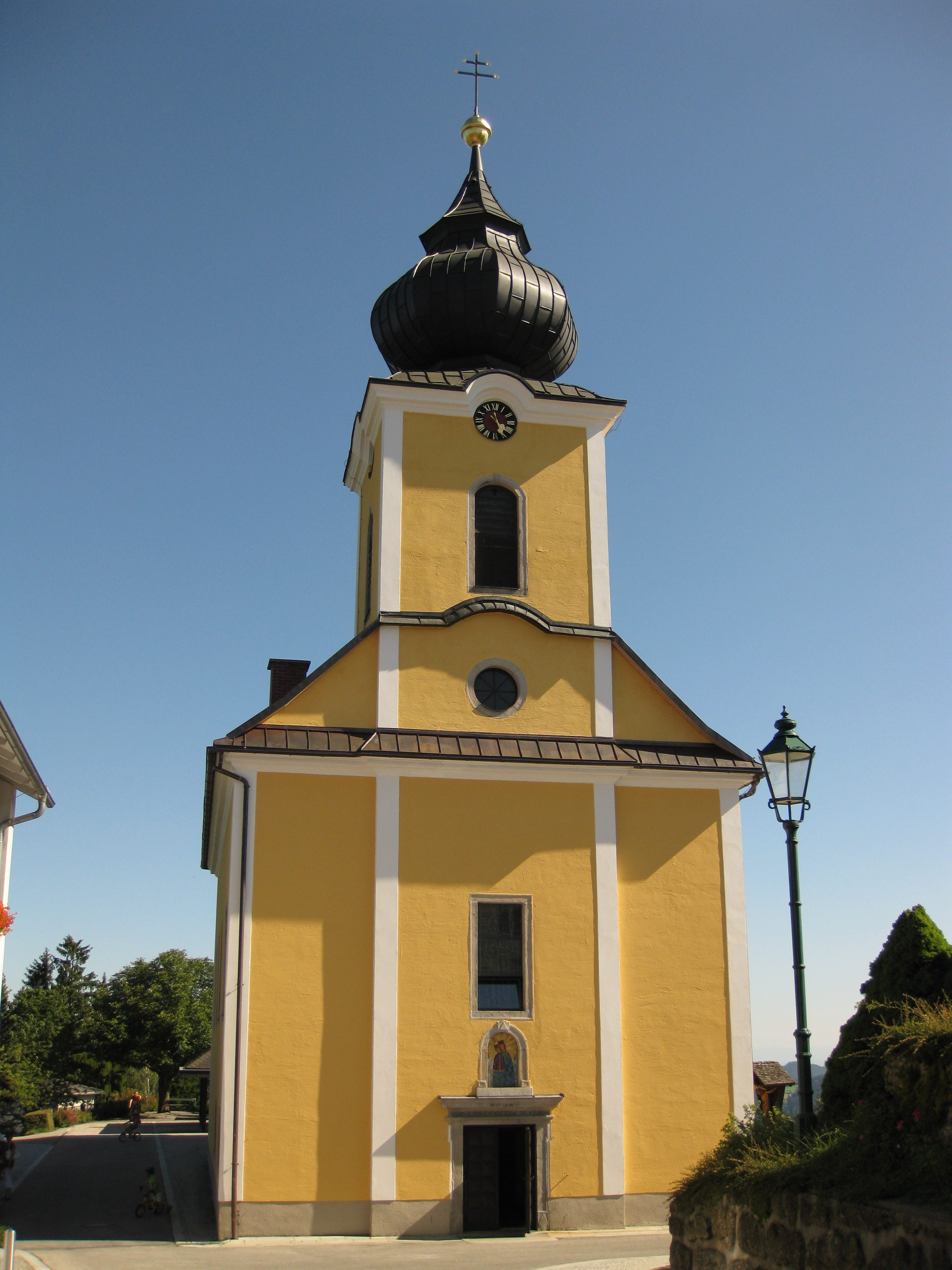
Giebelfassade mit Portal und Turm

Die Pfarr- und Wallfahrtskirche Kaltenberg steht im Ort Kaltenberg in der Gemeinde Kaltenberg im Bezirk Freistadt in Oberösterreich. Die römisch-katholische Pfarrkirche Mariä Heimsuchung gehört zum Dekanat Unterweißenbach in der Diözese Linz. Die Kirche steht unter Denkmalschutz. Die Kirche steht in markanter Lage auf der höchsten Erhebung der Gegend und ist mit einem Kreuzweg mit gemauerten Stationen mit der Marktgemeinde Unterweißenbach verbunden.

## Geschichte
Eine Wallfahrt wurde 1609 urkundlich genannt. 1658 wurde eine Kapelle errichtet. Die zwischen 1781 und 1803 erbaute Wallfahrtskirche wurde 1785 zur Pfarrkirche erhoben. Restaurierungen wurden 1909, 1957 und 1985 durchgeführt.

## Architektur
Der Kirchenbau zeigt sich außen mit der typisch josephinischen Bescheidenheit. Hinter der Giebelfassade mit einem leicht vortretenden Fassadenturm folgt ein dreijochiges Langhaus mit eingerundeten Ecken zum eingezogenen langgestreckten niedrigeren Chor mit dahinter liegender Sakristei mit dreiseitigem Schluss. Der Turm hat ein massives Schallgeschoß mit Rundbogenfenstern und trägt einen Zwiebelhelm. Das Rechteckportal mit dem geraden profilierten Sturz mit der Bezeichnung 1658 verweist auf die Sekundärverwendung des Sturzes aus der Vorgängerkapelle. Über dem Portal ist eine Rundbogennische mit einem Emailbild, das Maria mit Kind darstellt. Im darüber liegenden Rechteckfenster befindet sich ein Glasfenster mit der Darstellung von König David aus 1991. Die Seitenfronten der Kirche haben Rechteckfenster, die polygonale Sakristei Rundbogenfenster. Im westlichen Chorwinkel ist ein kleiner Anbau. Über dem Langhaus ist ein Schopfwalmdach und über dem Chor ein Walmdach, ausgeführt als Sparrendächer mit stehenden Stühlen.
Das Langhaus hat breite Wandpfeiler mit Pilastervorlagen und Gesimsen und ist zum Chor hin in den Ecken gerundet. Das Langhaus hat Kreuzgratgewölbe zwischen Doppelgurten, der Chor ist platzlgewölbt, die Orgelempore ist kappenunterwölbt, das Turmerdgeschoß ist als schmaler Eingangsraum tonnengewölbt. Seitlich des Turmes ist östlich ein Nebenraum und westlich der Emporenaufgang.

## Ausstattung

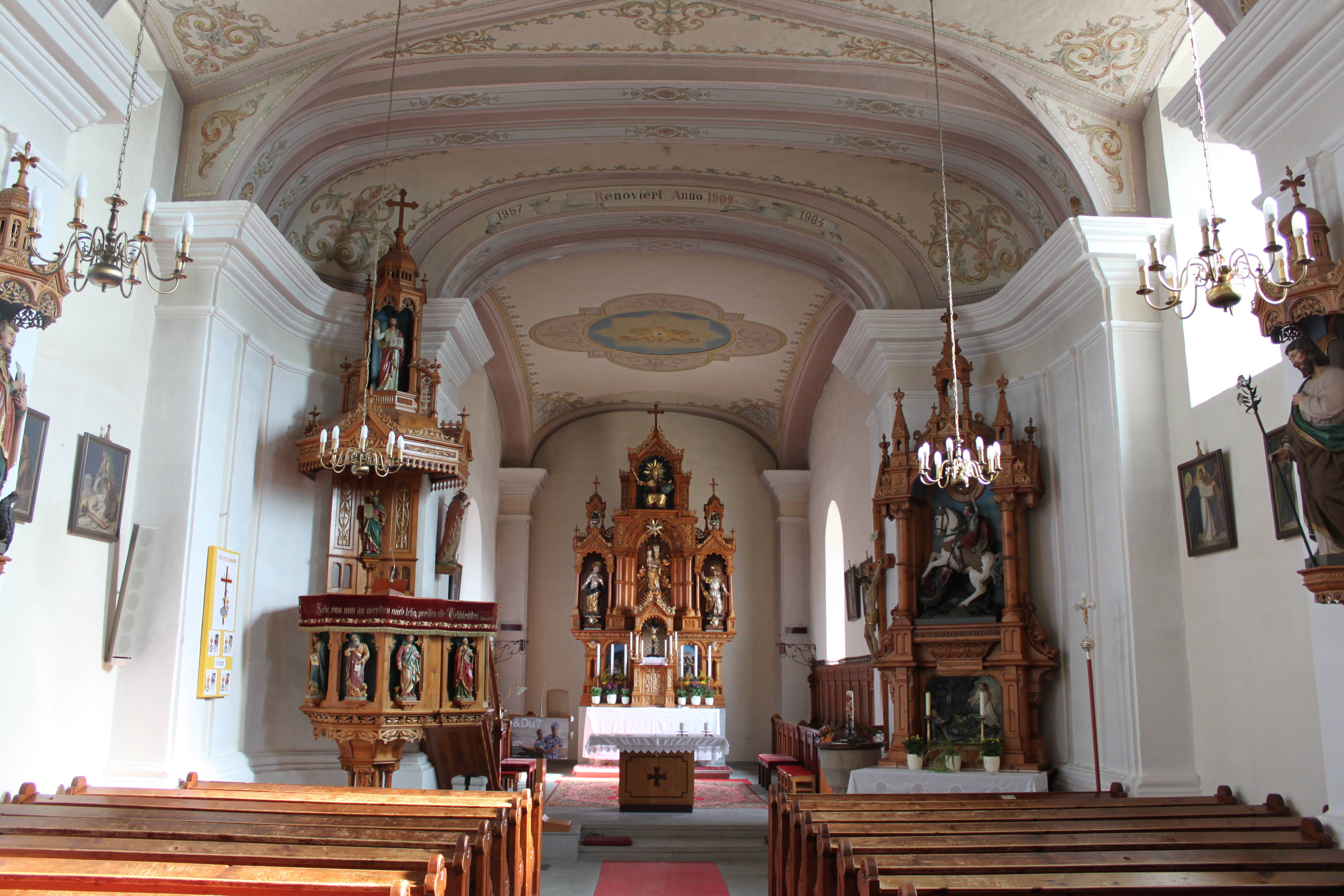
Innenansicht

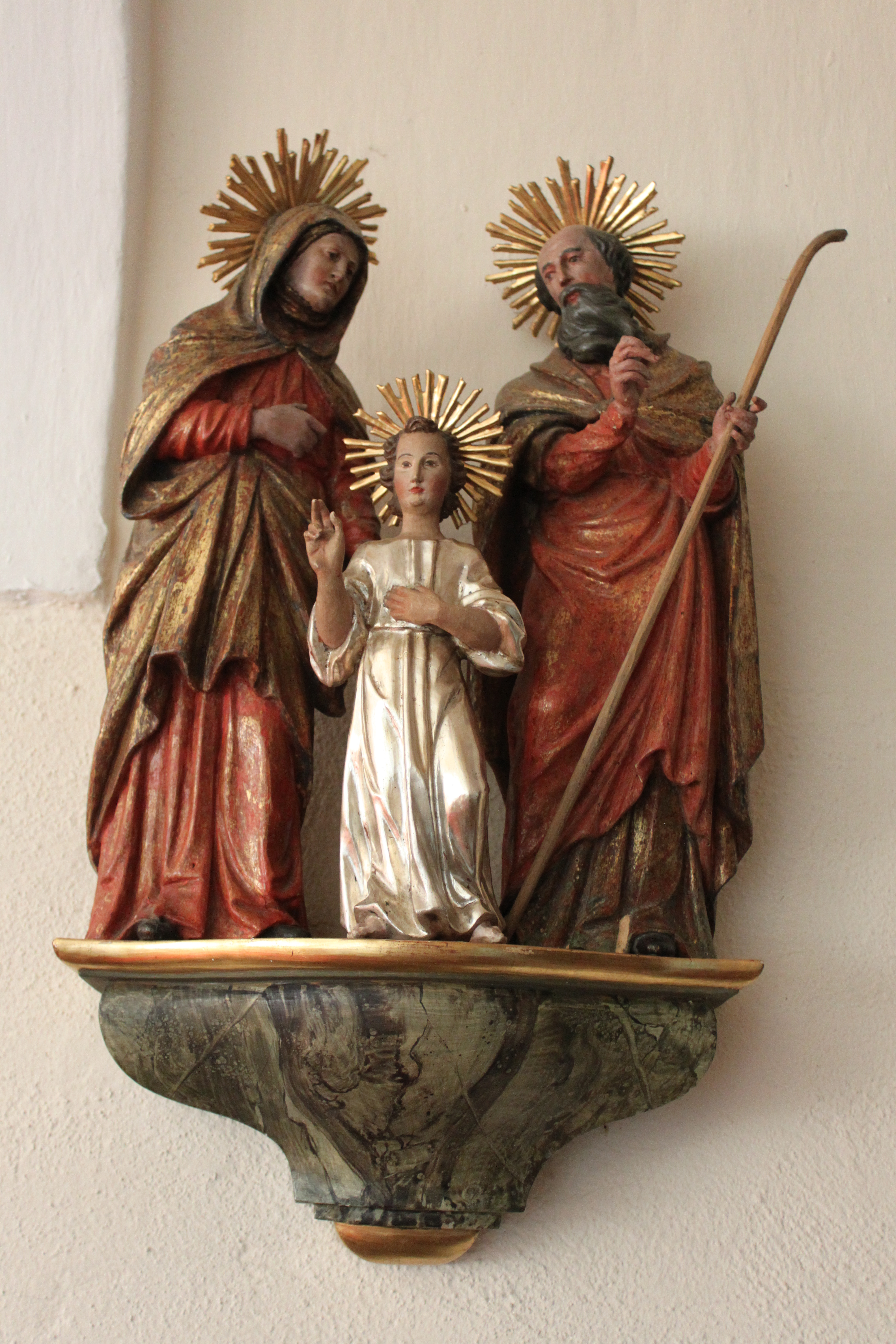
Skulptur der hl. Familie, um 1800

Der Innenraum ist primär einfach gestaltet und wurde durch die Einrichtung und Farbgestaltung aus dem späten 19. Jahrhundert geprägt und mit zahlreichen Heiligenfiguren ausgestattet. Die historistische floral-ornamentale Deckenmalerei entstand 1884 und 1909.
Die Kirche weist eine bemerkenswerte neoromanisch-neogotische Einrichtung auf, die durch die Zusammenarbeit der großen Altarwerkstätten Oberösterreichs mit lokalen Handwerkern entstanden ist. Der Hochaltar aus 1896 mit einem Aufbau von Johann Weiß erhielt anstelle von ursprünglichen Figuren des Bildhauers Josef Kepplinger aus 1893/1894 im Jahr 1937 Figuren aus Kapellen der Umgebung. In der Mittelnische befinden sich Maria mit Kind aus dem Jahr 1425 mit barocken Kronen und seitlich Anna und Joachim aus der zweiten Hälfte des 18. Jahrhunderts und im Auszug Gottvater aus der Mitte des 18. Jahrhunderts. Die Puttenköpfe sind aus dem Jahr 1937. An der Predella sind Reliefs, die die Emmausjünger und Paschafest zeigen. Der Tabernakel trägt ein Kruzifix aus den 1930er Jahren. Die Kanzel von Josef Kepplinger (1893/1894) hat einen polygonalen Korb auf Säulen mit Evangelistenfiguren vor Blendbögen und einen Aufgang mit Maßwerkdekor. Die Rückwand der Kanzel zeigt Moses und auf dem Schalldeckel unter einem Ziborium Christus Salvator. Der gleichwertig der Kanzel gegenübergestellte Seitenaltar aus 1919 ist ein neogotisches Retabel der Werkstätte Ploberger aus Linz mit hohem Aufbau mit zwei Schreinen übereinander. Das Predellarelief ist ein Kriegerdenkmal Christus erscheint einem sterbenden Soldaten, im Hauptschrein Georg tötet den Drachen.
Als Einzelfiguren gibt es den Hl. Josef und Johannes Evangelist unter Baldachinen von Josef Kepplinger (1893/1894), die Hl. Familie um 1800, das Jesuskind und die Dreifaltigkeit aus der 2. Hälfte des 18. Jahrhunderts, Herz-Jesu von Klothilde Rauch aus dem Jahr 1937 sowie Kruzifixe aus dem 18. und 19. Jahrhundert. In Verwahrung sind ein Leuchterengel aus dem Anfang des 18. Jahrhunderts, ein Hl. Grab der Werkstätte Ploberger aus 1919 und eine Weihnachtskrippe um 1900. Die Kreuzwegbilder sind aus dem ersten Viertel des 20. Jahrhunderts. Das neogotische Chorgestühl, die Kirchenbänke und der Beichtstuhl entstanden um 1900.
Die Brüstungsorgel von Joachim Prugger (1789/1798) mit einem vierteiligen Prospekt mit hohen Außentürmen wurde 1989 von Bruno Riedl restauriert. Sie verfügt über eine Stechermechanik, eine kurze Oktav im Manual und ein Pedal, eine ungleichstufige Stimmung, sowie über ein Manual und acht Register.
Es gibt eine Glocke mit einem Relief, das Maria mit Kind zeigt und mit dem Jahr 1832 bezeichnet wird.

## Ursprungskapelle

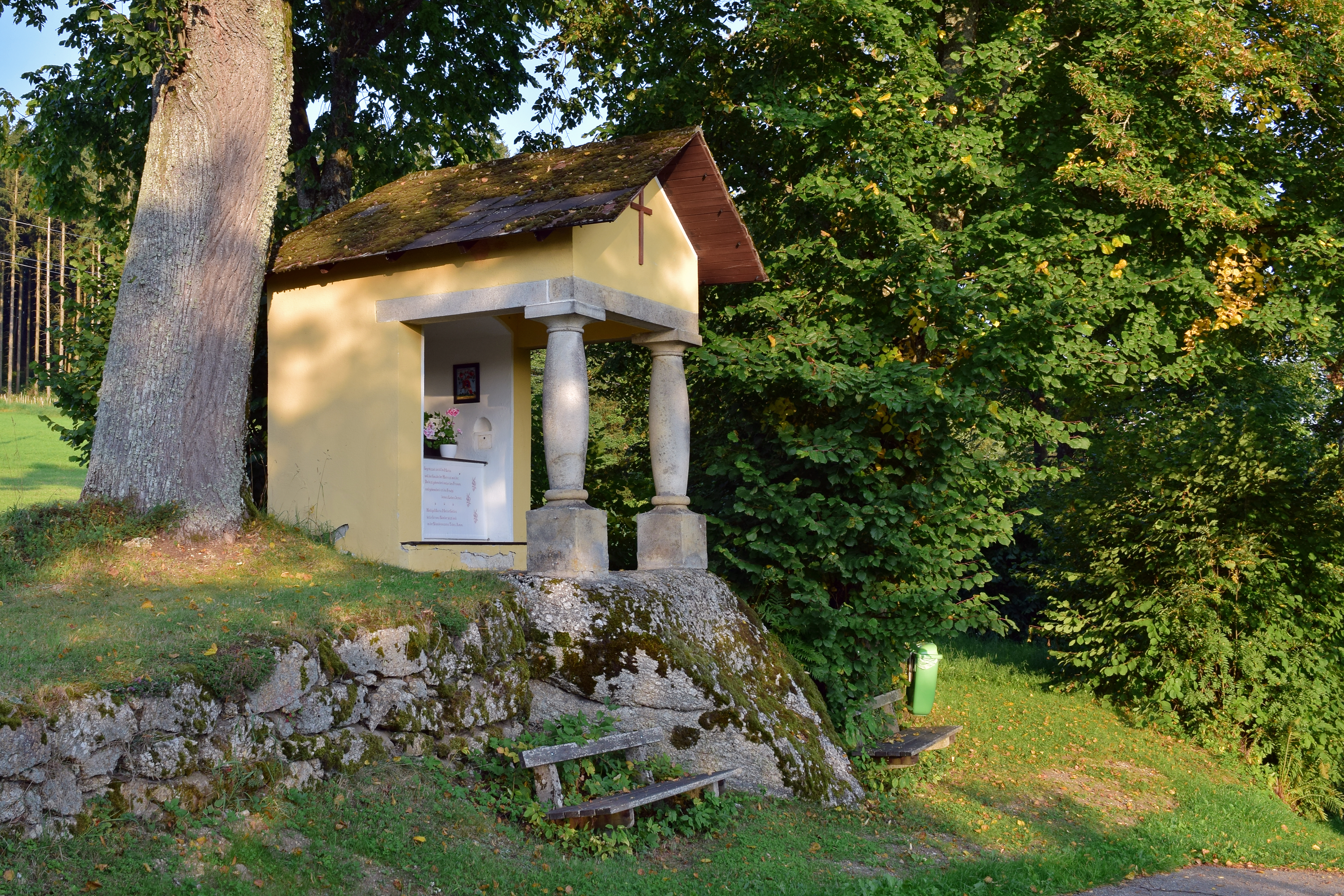
Ursprungskapelle

Am anderen Ende des Kirchdorfes steht die Ursprungskapelle als Nischenkapelle, wo der Legende nach 1658 die gotische Figur Maria mit Kind des Hauptaltares der Kirche geborgen wurde. Die Vorlaube auf Säulen wurde 1882 angebaut. Das Relief Maria mit Kind ist aus dem Jahr 1980.

## Bergkreuzweg
Entlang des steilen Fußweges von Unterweißenbach nach Kaltenberg wurde ein Kreuzweg mit den 14 Stationen als gemauerte Kapellen im Steinbloß-Stil erbaut. Im Jubiläumsjahr 1885 100-Jahre-Pfarre wurden die Kapellen neu eingedeckt und die bereits stark beschädigten Bilder durch angekaufte Kreuzwegbilder aus der Kirche in Arbesbach ersetzt. 1937 wurden mit Pfarrer Franz Höckner der Pfarrkirche Unterweißenbach die erneut stark verwitterten Kreuzwegbilder durch neue Bilder ersetzt, welche aus Zell bei Zellhof erworben wurden. Nach dem Zweiten Weltkrieg wurden die Bilder durch Holztafeln ersetzt. Auf Initiative von Unterweißenbach wurden von 1980 bis 1982 mit dem Bildhauer Felix Weiß aus Liebenau neue Schnitzwerke für die Kapellen angeschafft und 1983 die Restaurierung der Kapellen durchgeführt.